# Вилијам Вокер (филибастер)
Вилијам Вокер (8. маја 1824 - 12. септембра 1860) био је амерички лекар, правник, новинар и плаћеник који је организовао неколико приватних војних експедиција у Мексико и Централну Америку са намером да успостави колоније енглеског говорног подручја под својом личном контролом, предузеће тада познато као „филибастер“. 
Вокер је узурпирао председништво Никарагве у јулу 1856. године и владао је до 1. маја 1857, када га је коалиција војски Централне Америке избацила из председништва и земље. Вратио се у покушају да поново успостави контролу над регионом и влада Хондураса га је ухватила и погубила 1860. године.

## Младост
Вилијам Вокер је рођен у Нешвилу у држави Тенеси 1824. године од Џејма Вокера и његове супруге Мери Норвел. Отац му је био енглески имигрант. Његова мајка је била ћерка Липскомба Норвела, официра америчког револуционарног рата из Вирџиније. Један од Вокерових ујака по мајци био је Џон Норвел, амерички сенатор из Мичигена и оснивач  The Philadelphia Inquirer. Вокер је био верен за Елен Мартин, али она је умрла од жуте грознице пре него што су могли да се венчају, а он је умро без деце.
Вокер је студирао право и са 14 година дипломирао на Универзитету у Нешвилу. Студирао је медицину на Универзитету у Единбургу и на Универзитету у Хајделбергу пре него што је 19. године стекао медицинску диплому на Универзитету у Пенсилванији. Кратко је вежбао у Филаделфији пре него што се преселио у Њу Орлеанс да студира право.
Вокер се кратко бавио адвокатуром, а затим је дао отказ да би постао сувласник и уредник новина New Orleans Crescent. 1849. преселио се у Сан Франциско, где је радио као уредник San Francisco Heraldа и водио три дуела; у два је рањен. Вокер је тада смислио идеју да освоји огромне регије Централне Америке и створи нове ропске државе које ће се придружити онима које су већ део Уније. Ове кампање су биле познате као филибустерирање или бесплатно покретање.

## Дуел са Вилијамом Хиксом Грејамом
Вокер је стекао националну пажњу двобојем са законским службеником Вилијамом Хиксом Грејамом 12. јануара 1851. Вокер је критиковао Грејама и његове колеге из Хералда, што је разљутило Грејама и подстакло га да изазове Вокера на двобој.Грејам је био озлоглашени наоружани нападач, учествовао је у бројним дуелима и препуцавањима на Старом западу. С друге стране, Вокер је имао искуства у двобоју са једним хицем из пиштоља, али његов дуел са Грејамом био је се револверима.
Борци су се састали у Mission Dolores, где је сваки добио револвер Colt Dragoon са пет хитаца. Стајали су лицем у лице на десет корака, а сваки је циљао и пуцао на знак судије. Грејем је успео да испали два метка, погодивши Вокера у панталоне и бутину, озбиљно га ранивши. Вокер је неколико пута покушао да пуца, али није успео да погоди Грејама који је остао неозлеђен. Дуел се завршио када је Вокер признао пораз. Грејам је ухапшен, али је брзо пуштен. Дуел је снимљен у The Daily Alta California.

## Инвазија на Никарагву
Будући да у то време није постојала међуокеанска рута између Атлантског и Тихог океана, а трансконтинентална железница још увек није постојала, главни трговачки пут између Њујорка и Сан Франциска ишао је кроз јужну Никарагву. Бродови из Њујорка ушли су са Атлантика у реку Сан Хуан и препловили језеро Никарагва. Људи и роба су потом кочијама превожени преко уског појаса земље у близини града Ривас, пре него што су стигли до Тихог океана и бродовима до Сан Франциска. Комерцијалну експлоатацију ове руте Никарагва је одобрила компанији Accessory Transit Company, коју контролише бродски магнат Cornelius Vanderbilt.
1854. године у Никарагви је избио грађански рат између Легитимистичке партије (која се такође назива Конзервативна странка), са седиштем у граду Гранади, и Демократске странке (такође назване Либерална странка), са седиштем у Леону. Демократска странка тражила је војну подршку од Вокера који је, да би заобишао америчке законе о неутралности, од демократског председника Франциска Кастелона добио уговор да у Никарагву доведе чак три стотине „колониста“.
Ови плаћеници су добили право на ношење оружја у служби демократске владе. Вокер је испловио из Сан Франциска 3. маја 1855. године,са отприлике шездесет људи. По слетању, снагу је појачало 110 мештана.
Уз Кастелонов пристанак, Вокер је напао легитимисте у Ривасу, у близини трансисмијске руте. Отеран је, али не без наношења великих жртава. У овој Првој бици код Риваса, школски учитељ Енмануел Монгало и Рубио (1834–1872) спалио је седиште Филибастера. 
Дана 3. септембра, током битке код Ла Вирхена, Вокер је победио легитимистичку војску. 13. октобра освојио је Гранаду и преузео ефективну контролу над земљом. У почетку је, као командант војске, Вокер управљао Никарагвом преко привременог председника Патрисија Риваса. Амерички председник Френклин Пирс признао је Вокеров режим као легитимну владу Никарагве 20. маја 1856. године, а 3. јуна Демократска национална конвенција изразила је подршку напорима да се „регенерише“ Никарагва. Међутим, Вокеровом првом амбасадорском именовању, пуковнику Паркеру Х. Френцху, одбијено је признање. 22. септембра, Вoкер је укинуо никарагванске законе који забрањују ропство, покушавајући да задобије подршку јужних држава.
Вокер је лешевима погинулих војника намерно контаминирао водене бунаре Риваса. Касније се епидемија колере проширила на костаричке трупе и цивилно становништво Риваса. У року од неколико месеци умрло је скоро 10.000 цивила, готово десет посто становништва Костарике.

## Пресуда и егзекуција
Након што је написао извештај о својој средњоамеричкој кампањи (објављеној 1860. као Рат у Никарагви), Вокер се поново вратио у регион. Британски колонисти у Роатану, на заливским острвима, плашећи се да ће се влада Хондураса померити да успостави контролу над њима, обратили су се Вокеру са понудом да му помогну у успостављању одвојене владе која говори енглески језик на острвима. Вокер се искрцао у лучком граду Трухиљо, али је убрзо пао у притвор Новела Салмона, официра Краљевске морнарице. Британска влада је контролисала суседне регије британског Хондураса (данашњи Белизе) и Обале комараца (данас део данашње Никарагве) и имала је значајан стратешки и економски интерес за изградњу међуокеанског канала кроз Централну Америку. Стога је Вокера сматрала претњом за сопствене послове у региону.
Уместо да га врати у САД, из разлога који остају нејасни, Салмон је отпловио до Трухиља и предао Валкера хондурашким властима, заједно са његовим шефом кабинета, пуковником А. Ф. Радлером. Радлер је осуђен на четири године у рудницима, али је Вокер осуђен на смрт и стрељан стрељачким водом, у близини места данашње болнице, 12. септембра 1860. Вилијам Вокер је имао 36 година. Сахрањен је на „Старом гробљу“, Трухиљо, Колон, Хондурас.